# Бастер
Басте́р (англ. Basseterre, бывш. Сент-Кристофер) — город на южном побережье острова Сент-Китс, столица государства Сент-Китс и Невис. Является одним из самых старых городов Вест-Индии, основан в 1627 году. Население — 16,6 тыс. жителей (2024).

## История

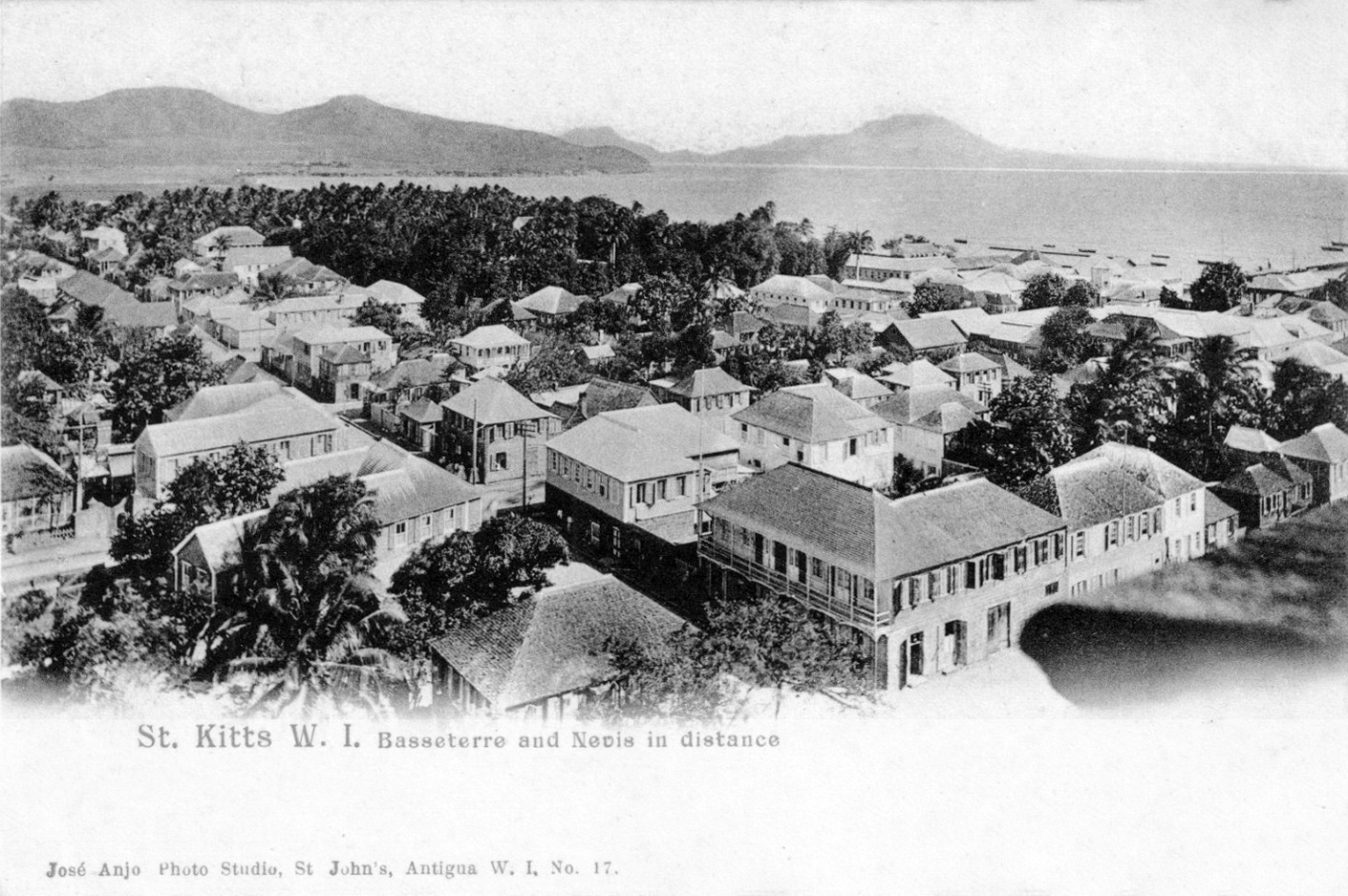
Вид на Бастер, 1909

Бастер основан в 1627 году французами и служил столицей французской колонии Сен-Кристоф, занимавшей северную и южную оконечности острова (центр острова занимала Великобритания). В 1639 году развился в большой успешный порт, играющий ведущую роль в торговле и колонизации на Карибах. Примерно с этого времени до 1660 года был столицей всех колониальных владений Франции в Вест-Индии, включая острова Гваделупа и Мартиника. С 1727 года стал столицей острова Сент-Китс, когда тот перешел под полный контроль британцев.
Город многократно разрушался как в результате конфликтов и военных действий, так и из-за стихийных явлений. Несмотря на это, в Бастере сохранилось значительное число исторических зданий, которые были отреставрированы и используются по сегодняшний день. 
Большинство городских построек было возведено после большого пожара в 1867 году, а площадь Серкус была построена по образцу площади Пикадилли в Лондоне. 

## География
Бастер расположен в юго-западной части острова Сент-Китс и имеет бухту протяженностью 3,2 км. Город расположен в долине Бастер, окруженной зелеными холмами и горами. Возможно, именно расположением в долине объясняется его название (basse terre с французского буквально «низкая земля»). Другая гипотеза происхождения названия состоит в том, что Бастер расположен на Подветренных островах и является тихой, спокойной гаванью. 
Через город протекают две реки, Колледж и Уэстборн, большую часть года они пересыхают. По их руслам проложены улицы в центре Бастера. Однако исторические записи свидетельствуют о том, что река Колледж была причиной крупных разрушительных наводнений.
Порт Занте в бухте Бастера, куда прибывают круизные лайнеры, расположен на территории, отвоеванной у моря в 1995 году.

### Климат
По классификации климатов Кёппена климат Бастера относится к тропическому дождливому климату, по классификации климатов Алисова – к экваториальному. Температура воздуха почти неизменна в течение всего года, среднее значение около 27 °C. В Бастере нет сухого сезона: ни в одном месяце не выпадает менее 60 мм осадков, а средний ежегодный уровень осадков составляет 1700 мм.

## Планировка

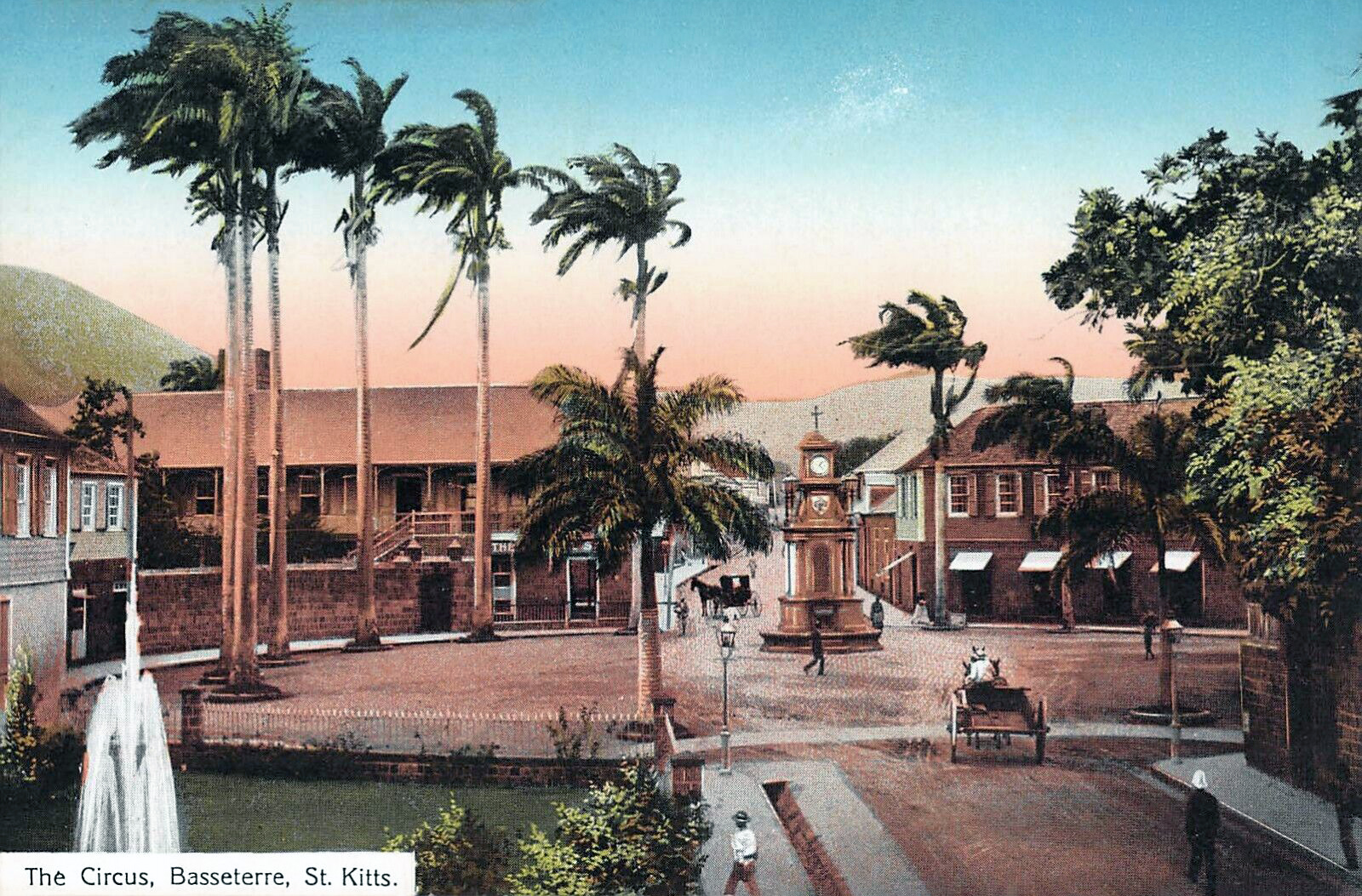
The Circus (центр города) и Мемориал Беркли, 1908

Бастер имеет чёткую картезианскую планировку: четыре крупные улицы проходят с запада на восток, одна крупная улица проходит с севера на юг, на ней сосредоточены офисы банков и торговые учреждения. В городе выделяются два центра: туристический на площади Серкус и административный на площади Независимости, где расположены собор, суд и историческая застройка.

## Экономика

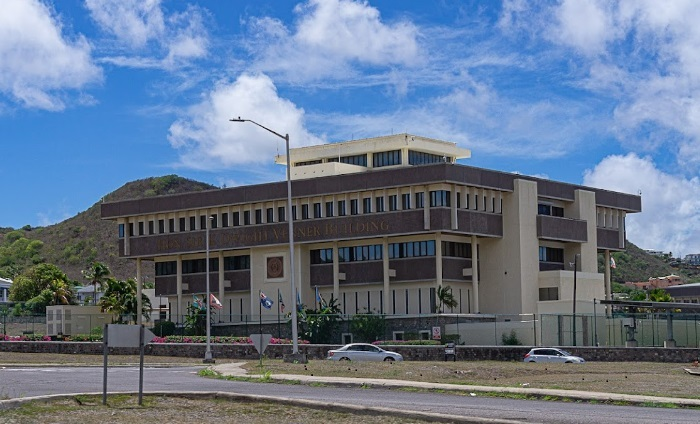
Штаб-квартира Восточно-Карибского Центрального банка

Бастер является крупнейшим коммерческим и промышленным центром острова, а также транспортным хабом. Здесь расположен аэропорт имени Роберта Брэдшоу и морской порт, через которые прибывает основной поток туристов. В Бастере работает федеральное правительство, находится штаб-квартира Восточно-Карибского Центрального банка и Восточно-Карибская биржа (ECSE).Также в городе развита промышленность: на экспорт производятся напитки, электроника, соль. Ранее важную роль играло выращивание сахарного тростника и производство сахара на экспорт, но в 2005 году из-за накопленных долгов и ожидаемого со стороны Евросоюза резкого снижения закупочных цен на сахар отрасль была полностью закрыта.  

## Культура

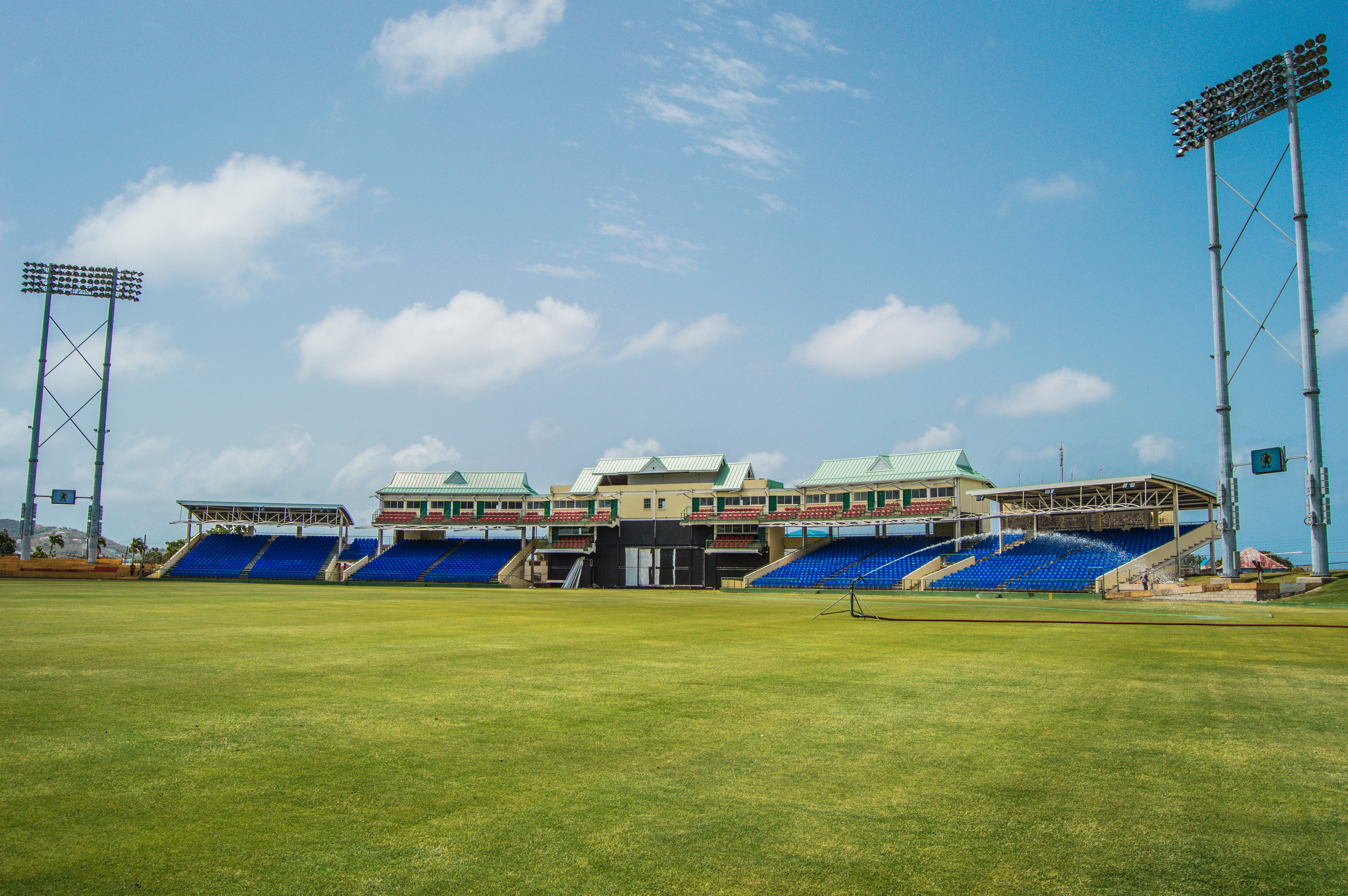
Стадион Warner Park, где проходил Чемпионат мира по крикету 2007

В 2000 году Бастер принимал Карибский фестиваль искусств Карифеста VII, выиграв конкурс на его проведение у более крупных городов. Также в Бастере проводился Чемпионат мира по крикету 2007 года, где город смог обойти США среди претендентов на проведение мероприятия. В результате Сент-Китс и Невис оказался самой маленькой страной, где когда-либо проводился чемпионат мира по любому виду спорта. 

## Образование
В Бастере расположен частный коммерческий университет Росса, представленный университетской школой ветеринарной медицины и медицинской школой. Также в городе расположены две государственный школы, дающие полное образование.

## Транспорт
Бастер расположен на пересечении всех крупнейших дорог острова, что делает его крупным логистическим и транспортным хабом. 

### Междугородный транспорт
Работают пять автобусных маршрутов с системой оплаты по тарифным зонам. Маршруты идут на север, восток и запад острова Сент-Китс. Ни один маршрут общественного транспорта не ходит на юг, где расположены курортные зоны.

### Морской порт

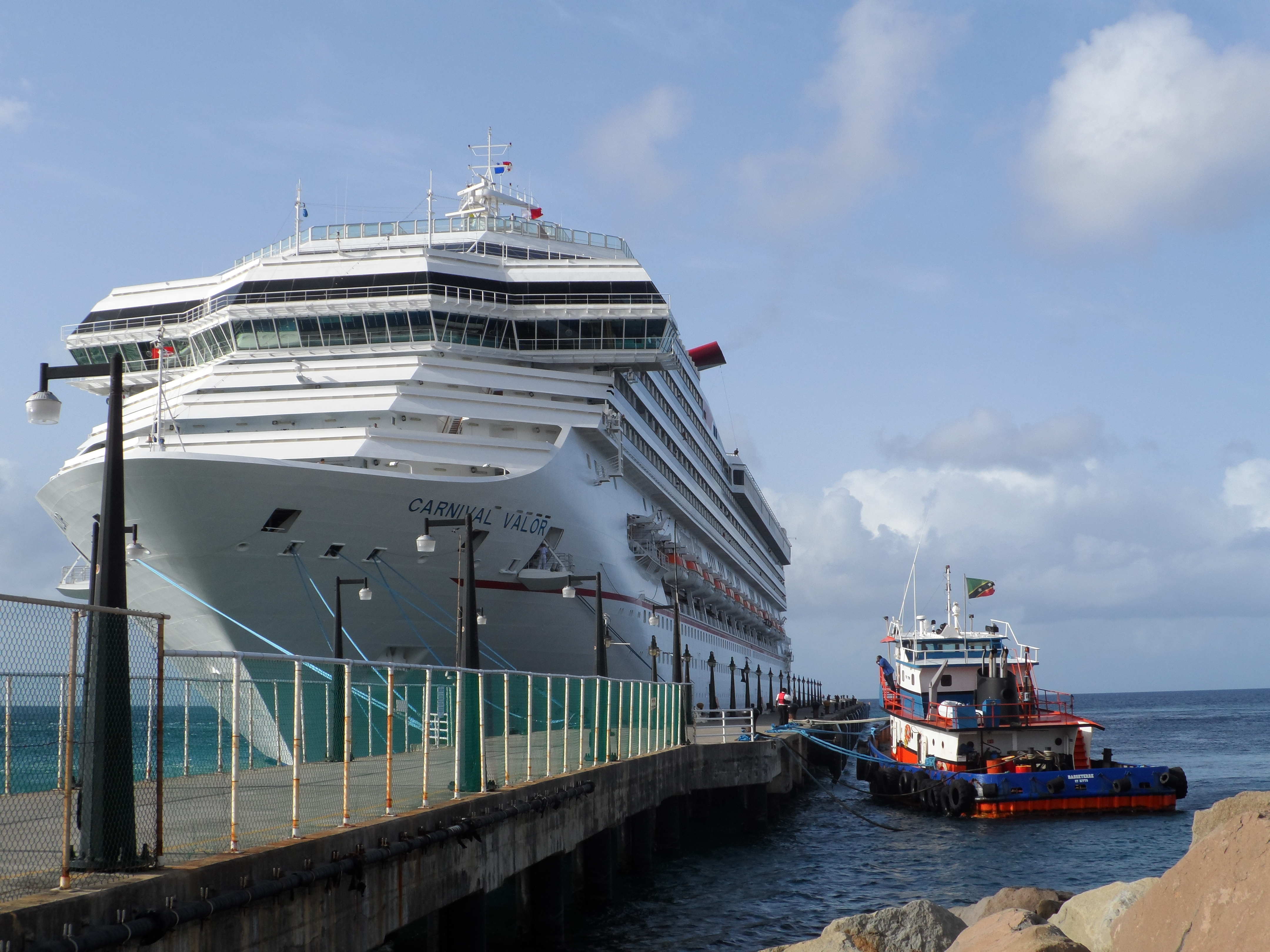
Круизный лайнер в порту Бастера

Глубоководная гавань в восточной части бухты принимает как пассажирские, так и грузовые суда.

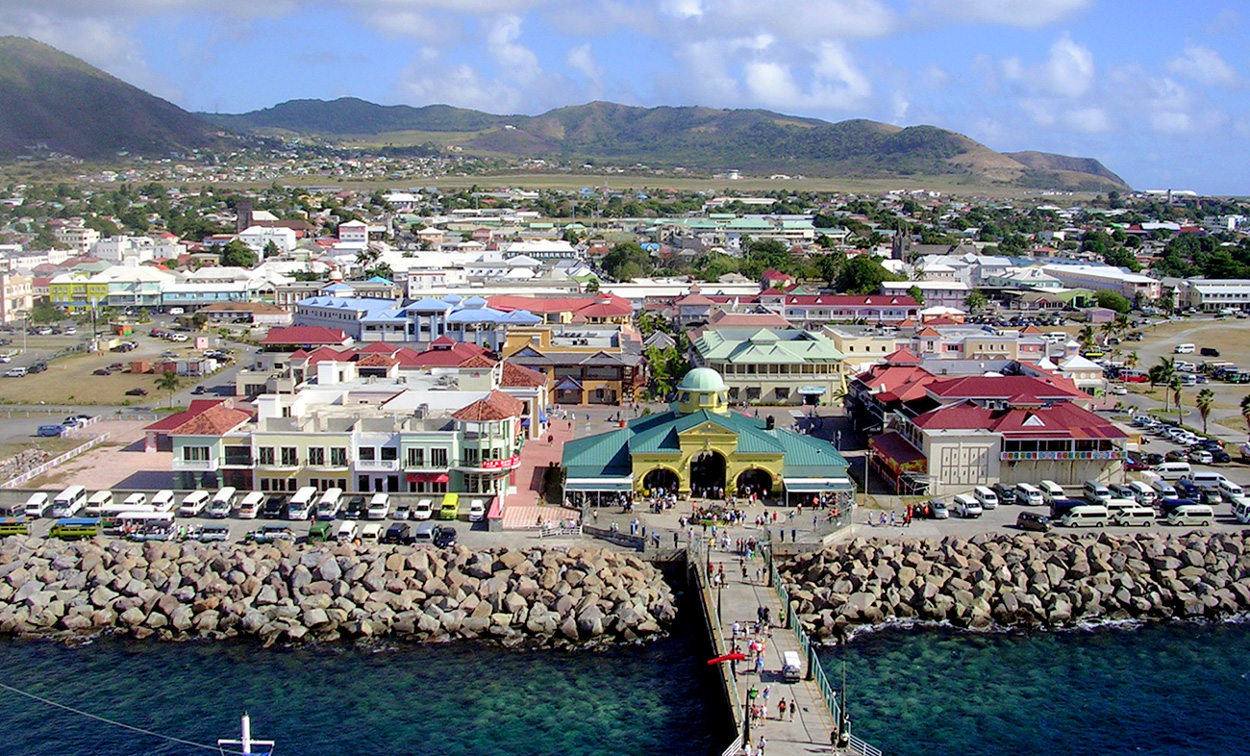
Вид на Бастер из порта

Порт Занте в центральной части гавани принимает только пассажирские суда, однако может обслуживать крупнейшие круизные лайнеры. Также порт Занте располагает собственной мариной.
Организовано регулярное паромное сообщение между Бастером и Чарлстоном, крупнейшим городом острова Невис. Также есть нерегулярное сообщение с Арубой (Ораньестад), Синт-Эстатиусом, Синт-Мартеном.

### Аэропорты
На северо-востоке Бастера расположен международный аэропорт имени Роберта Брэдшоу, выполняющий регулярные круглогодичные и сезонные рейсы в США, Канаду и Лондон. На острове Невис находится международный аэропорт имени Вэнса Эмори, обслуживающий в первую очередь рейсы в страны Карибского бассейна.

### Железнодорожный транспорт

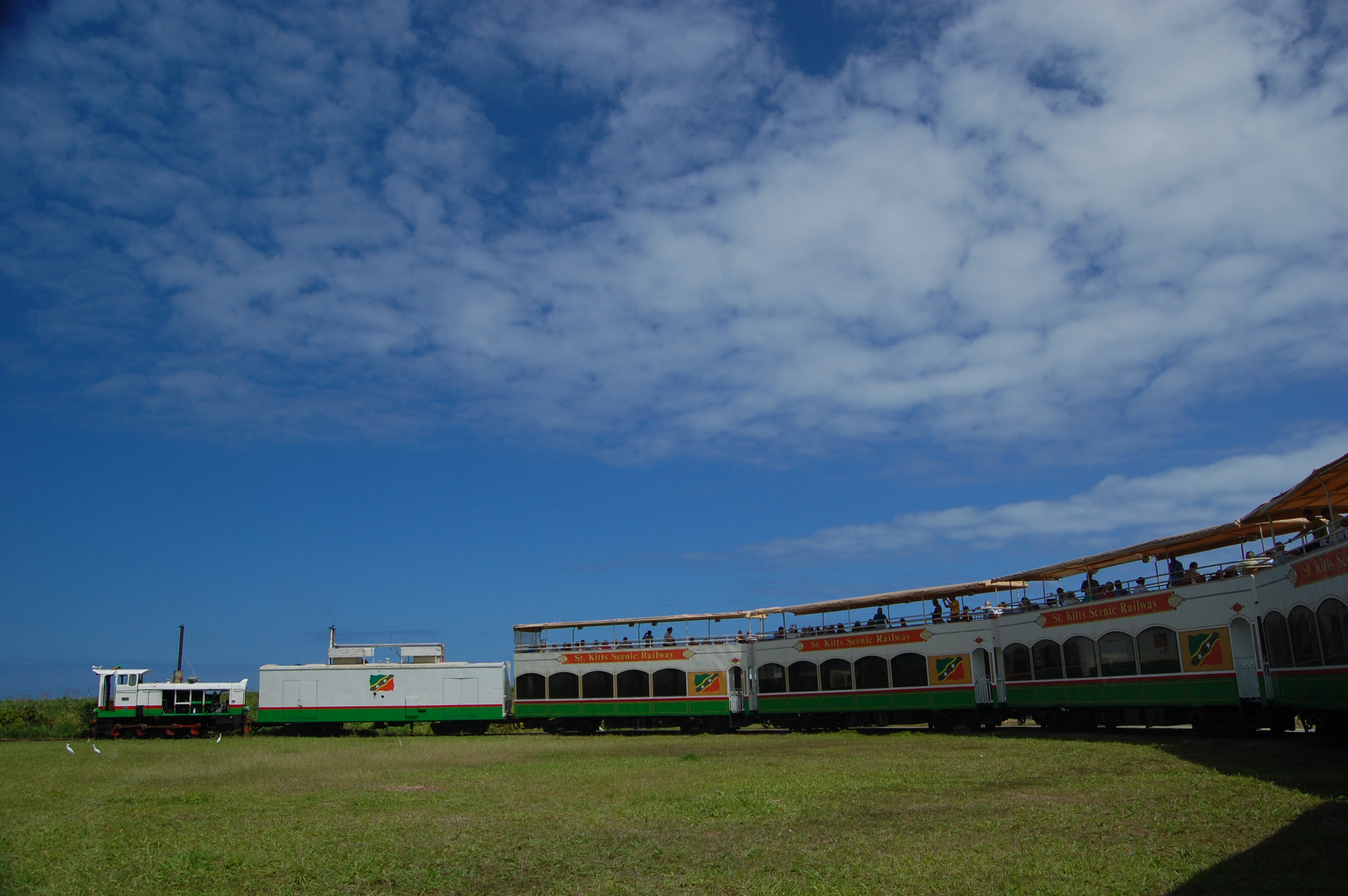
Узкоколейная железная дорога

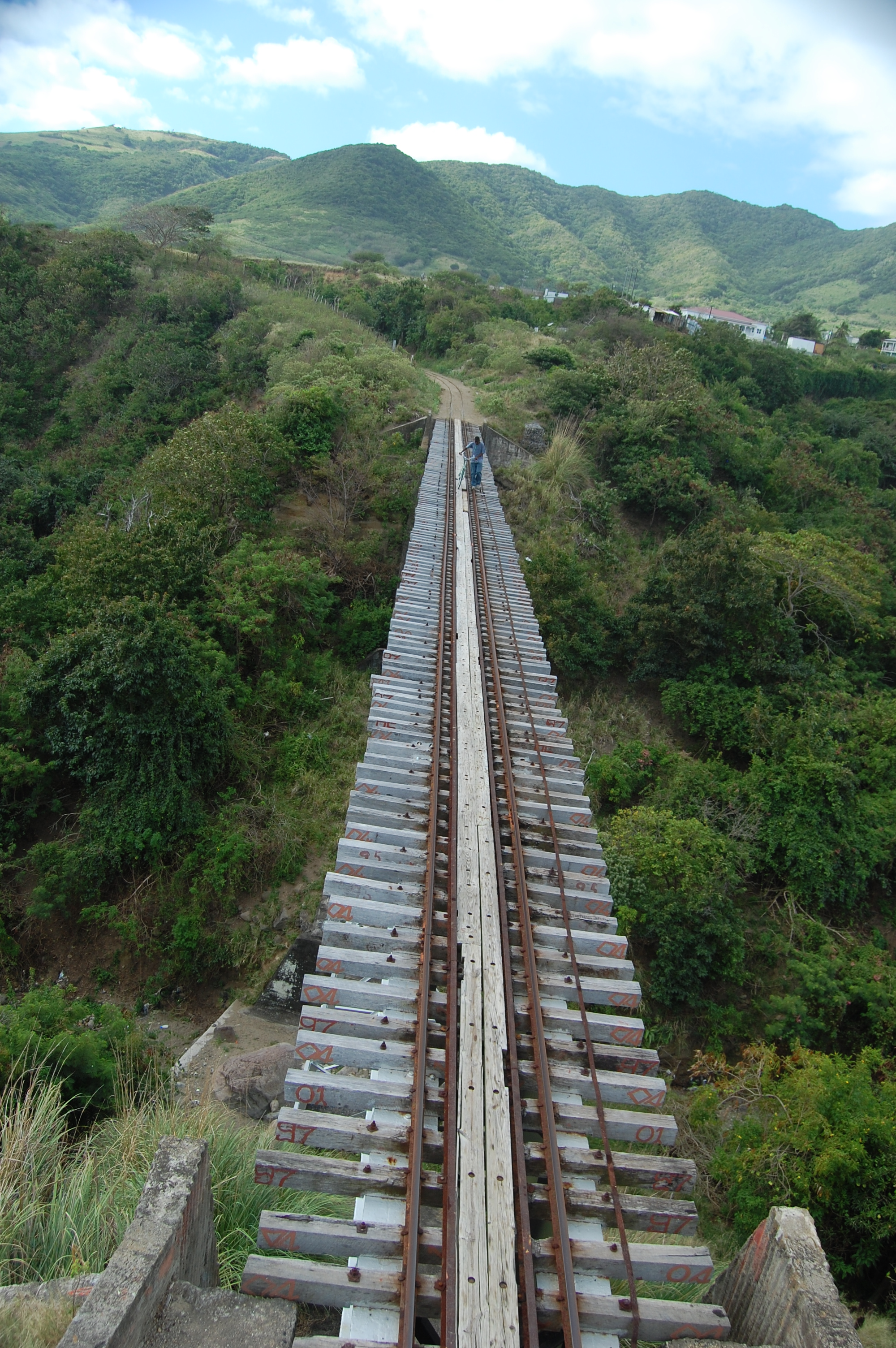
Колея туристической железной дороги

Бастер является конечной станцией узкоколейной железной дороги длиной 58 км. Дорога идет вдоль побережья острова, ранее она использовалась для перевозки сахарного тростника на сахарный завод в Бастере. Сейчас это туристический маршрут от Бастера до Сэнди-Пойнт.

## Преступность
В настоящее время Бастер занимает верхние строчки в мировых криминальных рейтингах — количество убийств на 100 000 человек в 2011 году составило 131,6.

## Города-побратимы
- Гаосюн, Тайвань[38].

## Известные уроженцы
- Джоан Арматрейдинг — вокалистка;
- Ким Коллинз — легкоатлет-спринтер, Чемпион мира 2003;
- Кейт Гамбс — футболист.